# Barry White

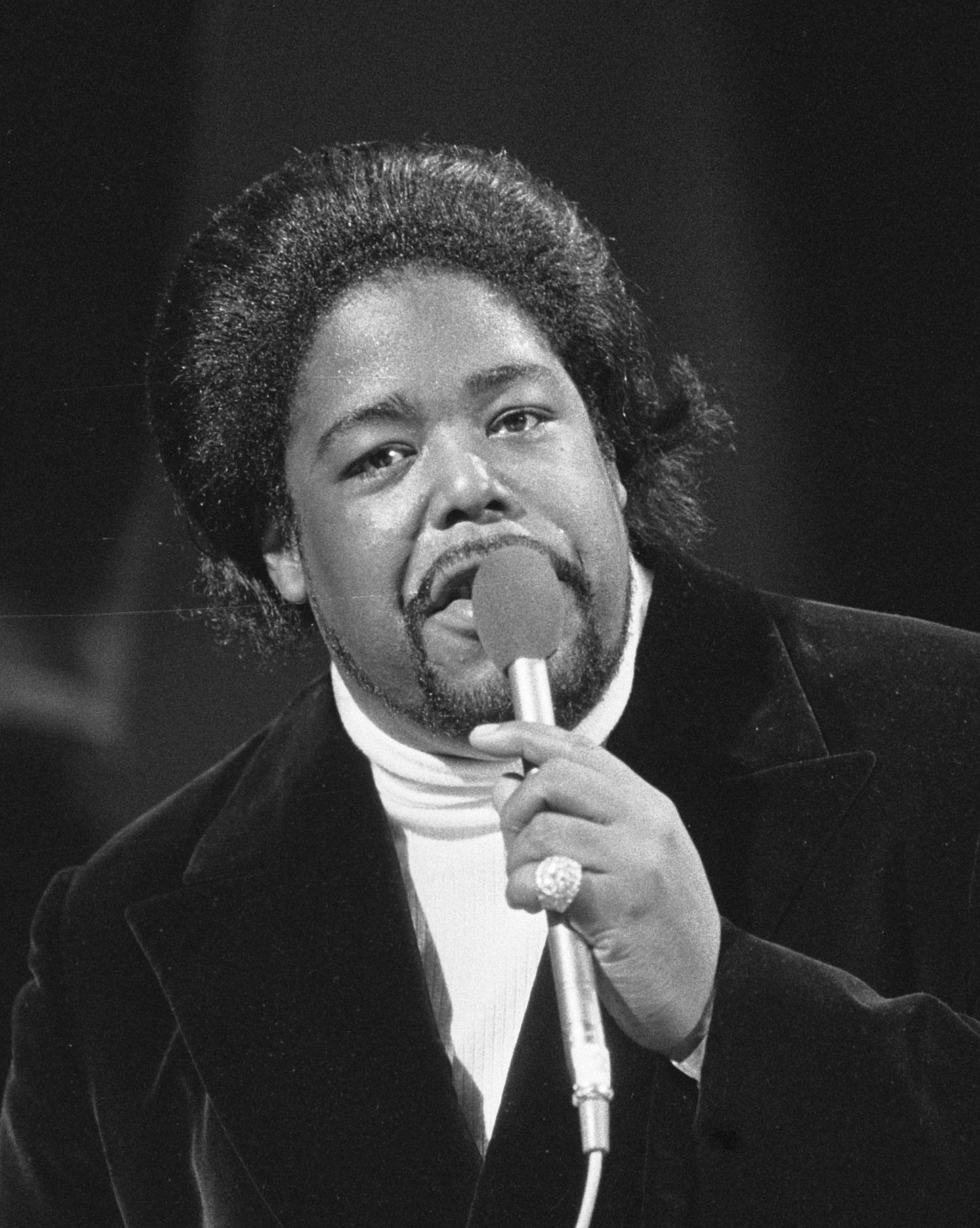
Barry White (1974)

Barry Eugene White, als Barrence Eugene Carter, auch Lee Barry (* 12. September 1944 in Galveston, Texas; † 4. Juli 2003 in Los Angeles) war ein US-amerikanischer Sänger, Songschreiber, Arrangeur, Orchesterleiter und Musikproduzent. Mit seinem „sanften, von Streichern dominierten Soul- und Disco-Stil, dem er mit seinem dunklen Sprechgesang eine erotische Note verlieh“, hatte er in den 1970er Jahren große Erfolge mit Liedern wie I’m Gonna Love You Just a Little More Baby, Never, Never Gonna Give Ya Up, You’re the First, the Last, My Everything, Can’t Get Enough of Your Love, Babe oder It's Ecstasy When You Lay Down Next to Me. Sein Durchbruch gelang ihm bereits ein Jahr zuvor mit dem instrumentalen Welterfolg Love’s Theme, das er mit seinem Love Unlimited Orchestra aufgenommen hatte. White wurde zweimal mit dem Grammy ausgezeichnet.

## Werdegang
Barry Whites Vater war Melvin A. White, seine Mutter Sadie Marie Carter, eine hauptberufliche Klavierlehrerin und Komponistin. Da seine Eltern nie heirateten, gab ihm seine Mutter ihren Nachnamen, später nahm er dann aber den Nachnamen seines Vaters an. Schon früh wurde er von seiner Mutter ins Klavierspiel eingeführt.
White wird oft zugeschrieben, dass er im Alter von 11 Jahren bei Jesse Belvins Hit-Single Goodnight My Love von 1956 Klavier gespielt hat. In einem Interview mit dem Boston Herald von 1995 bestritt White jedoch, den Song geschrieben oder arrangiert zu haben. Er hielt die Geschichte für eine Übertreibung der Journalisten. White und Belvin lebten zwar in derselben Gegend, aber Belvin war 12 Jahre älter als White.
Seiner Autobiografie zufolge erlebte Barry White seinen Stimmbruch im Alter von vierzehn Jahren zweimal hintereinander – einmal zum Tenor und dann zum tiefen Bass. 1959 verließ Barry White vorzeitig die Highschool ohne einen Schulabschluss.
1960 wurde er verhaftet, als er als Mitglied einer Gang Autoreifen stahl, und saß eine Haftstrafe von fünf Monaten ab. In einem Interview sagte White, dass er in der Haft den Elvis-Song It’s Now or Never im Radio hörte, was ihn dazu bewog, sein Leben zu ändern und als Musiker eine Karriere zu starten. Sein jüngerer Bruder Darryl wurde am 5. Dezember 1983 in einer Gang-Auseinandersetzung erschossen. 1986 setzte sich White öffentlich gegen Gang-Gewalt zwischen den Bloods und Crips in seiner Heimatstadt Los Angeles ein.
Anfang der 1960er Jahre wurde er unter dem Namen „Lee Barry“ bekannt, unter anderem als Mitglied der Bands „The Upfronts“, „The Majestics“ und „The Atlantics“. Größere Erfolge konnte er mit seiner selbst gegründeten weiblichen Gesangsgruppe Love Unlimited verbuchen. White schrieb die Songs und die Arrangements und produzierte alle Stücke im Alleingang. Im Oktober 1975 heiratete er die Lead-Sängerin der Gruppe, Glodean James. Der größte Erfolg der Gruppe war Walkin’ in the Rain with the One I Love. Unter dem Namen Love Unlimited Orchestra veröffentlichte White Alben mit Instrumentaltiteln. Der größte Erfolg dieser im Phillysound eingespielten Easy-Listening-Stücke war 1973 das Love’s Theme. Im gleichen Jahr erschien mit I’ve Got so Much to Give das erste Album unter dem Namen Barry White.
White verkaufte weltweit mehr als 100 Millionen Tonträger. Im Jahr 2000 wurde er für sein Album Staying Power mit zwei Grammys ausgezeichnet.
Sein Leben lang kämpfte der stark übergewichtige Sänger mit den Folgen seines hohen Blutdrucks und Diabetes. Er war Dialysepatient und erlitt Anfang Mai 2003 – während einer Dialyse – seinen zweiten Schlaganfall, der sich nach Angaben seiner Tochter auf die Sprache und die rechte Körperhälfte des Sängers auswirkte. Am 4. Juli 2003 gegen 9:30 Uhr (Ortszeit) starb er im Alter von 58 Jahren im Krankenhaus Cedars-Sinai Medical Center in Los Angeles an Nierenversagen, nachdem er monatelang vergeblich auf eine Spenderniere gewartet hatte. Seine Asche wurde im Meer vor Santa Monica an der kalifornischen Küste bestattet.
Barry White hinterließ zwei Ex-Frauen und zwei Lebensgefährtinnen, mit denen er zusammen 9 Kinder hat. Seine zuletzt mit ihm lebende Freundin Katherine Denton gebar kurz nach seinem Tod eine Tochter, Barrianna. Nach einem Vaterschaftstest stellte sich jedoch heraus, dass White nicht der Vater dieses Kindes ist und Denton verlor ihren Fall vor Gericht.
2004 erfolgte postum Whites Aufnahme in die Dance Music Hall of Fame. Im September 2013 erhielt er den 2506. Stern auf dem Hollywood Walk of Fame bei 6914 Hollywood Blvd. in der Kategorie Musik. Zu den Laudatoren gehörte der Motown-Gründer Berry Gordy.
Barry White besaß eine Stimme in herausragender Basslage, die etwa im Intro zu Just the Way You Are (PolyGram 1978) präsent ist. Damit gehörte er zu den Ausnahmen unter weltweit erfolgreichen Künstlern, wie vor ihm schon Lou Rawls.

## Rezensionen
Barry White ist ein exzellenter und hochprofessioneller Musiker, der sein Metier von der Pike auf gelernt hat, seine Songs ausschließlich selbst erarbeitet und die aufwendige Streicher- und Rhythmusbegleitung selbst arrangiert. Mögen Kritiker von Schnulzen reden, für seine Fans produziert Barry White (…) Gänsehaut. Welt am Sonntag vom 15. März 1992
Seine Songs folgen dem stets gleichen Bauplan – verlangsamte Soul-Rhythmen von hypnotischer Wucht, triumphierende Geigen und die kurzatmig brummende Kieselsteinstimme des Vollbartträgers, die von dem singt, was die Frauen hören wollen: ewige Liebe. Tagesspiegel vom 6. Juli 2003

[…] etablierte White den typischen Barry-White-Sound, der nach Kerzenschein, Liebesgeflüster, halbvollen Champagner-Flaschen und leidenschaftlich zerwühlter Satin-Bettwäsche klang. Während ein schleppender Beat, Streicher, Gitarre und Bass mit sanftem Nachdruck die Stimmung bereiteten, gab White meist minutenlang ausgesuchte Schlüpfrigkeiten zum Besten. Erst dann begann er den eigentlichen Song mit Refrain und Strophe. Dabei legte sich Whites sonor brummender Bariton über die Musik wie eine feine Körperlotion auf die Haut. Berliner Zeitung vom 7. Juli 2003
Nach den strengen Regeln der Political correctness erfüllten seine brünstigen Balladen den Tatbestand verbaler Vergewaltigung. Die Welt vom 15. November 1999
Man kann sagen, dass sich die afroamerikanische Pop-Kultur grundsätzlich um die Pole „Body and Soul“ dreht. Barry White kommt das Verdienst zu, beide Antipoden auf eigenwillige Art in Einklang gebracht zu haben. Indem er Soul-Musik machte. Und dabei immer nur Körperliches besang. (…) Den Sänger als stimmgewordenes Viagra abzutun, ist allerdings ungerecht. Barry White war nämlich ein wichtiges Organ der sexuellen Revolution. Berliner Morgenpost vom 6. Juli 2003
Barry White gurrte, schmeichelte und schwitzte, und die Zuschauer (nicht nur weibliche!) berührten ihn wie den Messias. Er war der Ombudsmann des libidinösen, altväterlich-gutmütigen Soul, eine Stimme wie ein kosmischer Vibrator. Deutsche Ausgabe des Rolling Stone, Heft 04/2007
Das Erste, das Letzte, das Ein und Alles – Barry Whites Lebensthematik war von solch monumentaler Größe, dass es nur durch radikale Reduktion aufs Wesentliche fassbar gemacht werden konnte. Ein Discobeat, ein wenig synthetische Schwüle, zwei, höchstens drei Akkorde genügten, um Hits wie You’re the first, the last, my everything oder Let the music play formal zusammenzuhalten. Die Kunst lag im Vortrag, in der Haltung und natürlich in der Stimme, die das Pathos eines schwarzen Predigers mit dem weltlichen Wissen eines abgebrühten Sugardaddys vereinigte. Die Zeit vom 10. Juli 2003
Wenn er „Playing Your Game, Baby“ sang, handelte das genauso von willentlichem Kontrollverlust wie von dem Wissen, dass Liebe eben ein Spiel ist, das man spielen kann, wenn man die Regeln kennt. Wenn er sang „Your Sweetness Is My Weakness“ dann war dieses Eingeständnis von Schwäche natürlich gleichzeitig ein Zeichen von Stärke. Wenn es hieß „Can’t Get Enough of Your Love, Babe“ oder „You’re the First, the Last, My Everything“, so waren das nicht nur Hymnen, mit denen er sich einer Frau zu Füßen legte, es war genauso der postkoitale Pillowtalk eines Sugardaddy, der weiß, welches Süßholz man in das Ohr einer Frau raspeln sollte. taz vom 10. Juli 2003

## Verschiedenes
- Ab 1997 erlebten Barry Whites Titel eine Wiederbelebung, als sie in der Kultserie Ally McBeal vermehrt als tragendes Element von Spielszenen Verwendung fanden. In drei Episoden trat der Sänger dann sogar als Gast auf (Folgen 2.18, 3.01 und 5.19).
- Der Titel Love Unlimited der Band Fun Lovin’ Criminals aus dem Jahr 1998 mit dem Refrain „Barry White, saved my life … and if Barry White, saved your life … or got you back with your ex-wife … sing Barry White, Barry White, it’s alright“ ist eine Hommage an Barry White.
- Barry White trug viele Spitznamen wie „The Maestro Of Soul“, „The Walrus of Love“, „Mr. Love“ oder „The Dove of Love“.[25][26][14]
- Er trat mehrmals bei Die Simpsons auf, als Modell für die South-Park-Figur „Chefkoch“ stellte er sich aber nicht zur Verfügung, dafür aber sein Zeitgenosse Isaac Hayes.[27]
- Das „National Sea Life Centre“ in Birmingham benutzte, nicht ganz ernst gemeint, Lieder von Barry White, um Haie zur Paarung zu animieren.[28]
- White war als Produzent für ein Album von Marvin Gaye im Gespräch, es wurde aber aufgrund von Gayes plötzlichem Tod nicht realisiert.[29]
- Barry White diente auch als Vorlage für eine Figur in der Zeichentrickserie Die Biber Brüder, in der er als „swingender“ und „groovender“ Bär „Barry“ wiederzuerkennen ist, vor allem in der Folge Biberfieber, als „Barry“ am Ende der Folge mit einer wesentlich banaleren Version von Whites Lied Can’t Get Enough of Your Love der neue Star der Musikbranche wird.
- Die US-amerikanische Band Bloodhound Gang erwähnt Barry White in ihrem Lied Fire Water Burn.[30]
- 1992 sang White im Duett mit Lisa Stansfield, die ihn sehr verehrte, ihren Hit All Around the World.[31]
- In der WDR-Dokumentation Barry White - A Dream Of Love von 2020[32] outet sich Marianne Rosenberg als großen Barry White-Fan und gibt zu, dass seine Musik und seine Art zu arrangieren sie stark beeinflusst hat.[33] Niedergeschlagen hat sich das z. B. in ihren Songs wie Er gehört zu mir von 1975 oder auch Du Bist Heute Da Wo Vorher Niemand War von 1976. In einer Coverversion von You're the first, the last, my everything mit dem deutschen Titel Jedermann (2004, produziert von Mousse T.) demonstriert sie ihre Verehrung für Barry White.[34]
- Sylvester Levay berichtet in der gleichen WDR-Dokumentation, dass sein Hit Fly, Robin, Fly (1975) ebenfalls von Barry Whites Musikstil beeinflusst war.
- 2023 nutzt die französische Modemarke Dior für die TV-Werbung zu einem ihrer neuen Parfüms Barry Whites Song Never, Never Gonna Give Ya Up.[35]

## Diskografie
Studioalben

| Jahr | Titel                                  | Höchstplatzierung, Gesamtwochen, AuszeichnungChartplatzierungen (Jahr, Titel, Platzierungen, Wochen, Auszeichnungen, Anmerkungen) | Höchstplatzierung, Gesamtwochen, AuszeichnungChartplatzierungen (Jahr, Titel, Platzierungen, Wochen, Auszeichnungen, Anmerkungen) | Höchstplatzierung, Gesamtwochen, AuszeichnungChartplatzierungen (Jahr, Titel, Platzierungen, Wochen, Auszeichnungen, Anmerkungen) | Höchstplatzierung, Gesamtwochen, AuszeichnungChartplatzierungen (Jahr, Titel, Platzierungen, Wochen, Auszeichnungen, Anmerkungen) | Höchstplatzierung, Gesamtwochen, AuszeichnungChartplatzierungen (Jahr, Titel, Platzierungen, Wochen, Auszeichnungen, Anmerkungen) | Anmerkungen                                                       |
| Jahr | Titel                                  | DE | AT | CH | UK | US | Anmerkungen                                                       |
| ---- | -------------------------------------- | --- | --- | --- | --- | --- | ----------------------------------------------------------------- |
| 1973 | I’ve Got so Much to Give               | — | — | — | — | US16 Gold · (63 Wo.)US | Erstveröffentlichung: März 1973                                   |
| 1973 | Stone Gon’                             | DE42 (1 Wo.)DE | — | — | UK18 Gold · (18 Wo.)UK | US20 Gold · (37 Wo.)US | Erstveröffentlichung: Oktober 1973                                |
| 1974 | Can’t Get Enough                       | DE5 (10 Wo.)DE | AT4 (24 Wo.)AT | — | UK4 Gold · (34 Wo.)UK | US1 Gold · (38 Wo.)US | Erstveröffentlichung: August 1974 Platz 281 der Rolling-Stone-500 |
| 1975 | Just Another Way to Say I Love You     | DE17 (5 Wo.)DE | — | — | UK12 Silber · (15 Wo.)UK | US17 Gold · (17 Wo.)US | Erstveröffentlichung: März 1975                                   |
| 1976 | Let the Music Play                     | DE40 (2 Wo.)DE | — | — | UK22 Silber (1976) + Silber (2020) · (14 Wo.)UK                                                                                   | US42 (15 Wo.)US | Erstveröffentlichung: Januar 1976                                 |
| 1976 | Is This Whatcha Wont?                  | — | — | — | UK— SilberUK | US125 (9 Wo.)US | Erstveröffentlichung: November 1976                               |
| 1977 | Barry White Sings for Someone You Love | — | — | — | — | US8 Platin · (33 Wo.)US | Erstveröffentlichung: August 1977                                 |
| 1978 | The Man                                | — | — | — | UK46 (4 Wo.)UK | US36 Platin · (28 Wo.)US | Erstveröffentlichung: September 1978                              |
| 1979 | The Message Is Love                    | — | — | — | — | US67 Gold · (9 Wo.)US | Erstveröffentlichung: März 1979                                   |
| 1979 | I Love to Sing the Songs I Sing        | — | — | — | — | US132 (6 Wo.)US | Erstveröffentlichung: Juli 1979                                   |
| 1980 | Sheet Music                            | — | — | — | — | US85 (11 Wo.)US | Erstveröffentlichung: 1980                                        |
| 1982 | Change                                 | — | — | — | — | US148 (6 Wo.)US | Erstveröffentlichung: 1982                                        |
| 1987 | The Right Night & Barry White          | — | — | — | UK74 (6 Wo.)UK | US159 (17 Wo.)US | Erstveröffentlichung: 24. September 1987                          |
| 1989 | The Man Is Back!                       | — | — | — | — | US143 (12 Wo.)US | Erstveröffentlichung: 24. August 1989                             |
| 1991 | Put Me in Your Mix                     | — | — | — | — | US96 (10 Wo.)US | Erstveröffentlichung: 8. Oktober 1991                             |
| 1994 | The Icon Is Love                       | DE91 (3 Wo.)DE | — | — | UK44 (3 Wo.)UK | US20 ×2Doppelplatin · (46 Wo.)US                                                                                                  | Erstveröffentlichung: 4. Oktober 1994                             |
| 1999 | Staying Power                          | DE60 (10 Wo.)DE | — | — | — | US43 Gold · (19 Wo.)US | Erstveröffentlichung: 27. Juli 1999                               |

grau schraffiert: keine Chartdaten aus diesem Jahr verfügbar
Weitere Studioalben
- 1974: Rhapsody in White (UK: Silber)
- 1981: Barry & Glodean (mit Glodean White)
- 1981: Beware!
- 1983: Dedicated

## Filmografie
- Coonskin, Regie: Ralph Bakshi, USA 1975 (Barry White spielt „Sampson“).